# Oulad Aamer Tizmarine
Oulad Aamer Tizmarine (en àrab أولاد عامر تزمرين, Ūlād ʿĀmir Tizmarīn ; en amazic ⵡⵍⴰⴷ ⵄⴰⵎⵔ ⵜⵉⵣⵎⴰⵔⵉⵏ) és una comuna rural de la província de Rehamna, a la regió de Marràqueix-Safi, al Marroc. Segons el cens de 2014 tenia una població total de 5.150 persones.